# Bolesław Malisz

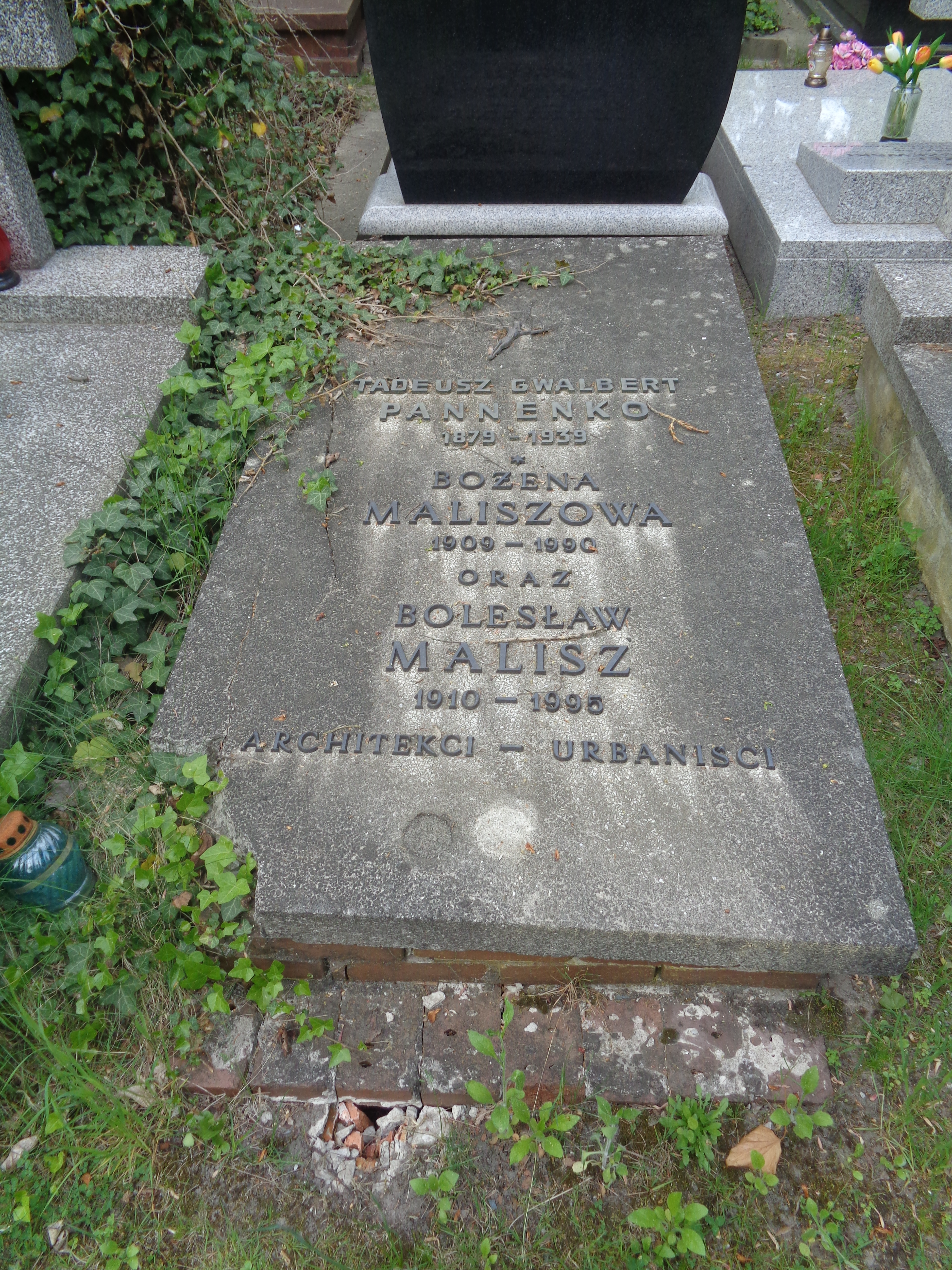
Grób Bolesława Malisza na cmentarzu Wojskowym na Powązkach w Warszawie

Bolesław Malisz (ur. 31 maja 1910 w Wiedniu, zm. 18 lipca 1995 w Warszawie) – polski architekt i urbanista.

## Życiorys
Syn Eugeniusza. Absolwent Wydziału Architektury Politechniki Warszawskiej w 1933 (od 1968 profesor tej uczelni). Od 1937 do 1939 kierował Biurem Planu Regionalnego Pomorza Północnego w Gdyni. 
Uczestniczył w kampanii wrześniowej - był dowódcą plutonu moździerzy w batalionie ON „Gdynia I”, po kapitulacji trafił do niemieckiego obozu jenieckiego II D Gross-Born w Kłominie. 
Od 1947 członek warszawskiego oddziału SARP. Od 1949 dyrektor Biura Planu Krajowego w Głównym Urzędzie Planowania Przestrzennego. Od 1956 do 1963 główny urbanista w Komitecie Budownictwa, Urbanistyki i Architektury. Opracował teorię progów urbanistycznych. Ekspert ONZ i UNESCO do spraw planowania przestrzennego. W latach 1966–1968 był ekspertem ONZ w Grecji i Jugosławii. W 1983 r. został członkiem korespondentem, a w 1986 r. członkiem rzeczywistym PAN, od 1973 honorowym członkiem korespondencyjnym Królewskiego Instytutu Urbanistyki w Wielkiej Brytanii, a od 1974 członkiem Akademii Nauk Technicznych Meksyku.
Był mężem architektki Bożeny Anieli z d. Pannenko (1909–1990), córki Tadeusza Gwalberta Pannenko (1879–1939), geografa, pedagoga, działacza niepodległościowego, i Ireny z d. Jawic.
Zmarł w Warszawie, pochowany obok żony na cmentarzu Wojskowym na Powązkach (kwatera A17-4-20).

## Projekty
Udział w konkursach m.in.:
- 1934: na projekt planu bloku zabudowy pomiędzy ulicami Suchą, Koszykową, Topolową i 6 Sierpnia w Warszawie - I nagroda,
- 1936: na projekty domów mieszkalnych Towarzystwa Osiedli Robotniczych w Warszawie - nagroda z premią,
- 1937: na rozplanowanie miasta Równe - IV nagroda,
- 1937: na gmach Biblioteki Publicznej im. J. Piłsudskiego w Łodzi - nagroda równorzędna (dwukrotnie),
- 1937: na projekt gmachu Banku Gospodarstwa Krajowego w Poznaniu,
- 1937: na rozplanowanie mola południowego wraz z otoczeniem oraz na projekt szkicowy „Żeglarskiego Ośrodka Morskiego” w Gdyni - IV nagroda,
- 1938: na projekt rozplanowania lotniska Gocław w Warszawie - III nagroda,
- 1938: na rozplanowanie placu Dąbrowskiego oraz projekt szkicowy na gmach Urzędu Wojewódzkiego w Łodzi (współautorstwo - Stefan Reychman) - IVa nagroda,
- 1946: na architektoniczno-urbanistyczne rozplanowanie fragmentu Warszawy wzdłuż ulicy Marszałkowskiej - III nagroda[2].

## Publikacje
Najważniejsze publikacje to: Zarys teorii kształtowania układów osadniczych (1966) i Podstawy gospodarki i polityki przestrzennej (1984).

## Ordery i odznaczenia
- Złoty Krzyż Zasługi (dwukrotnie: 19 lipca 1946[9], 10 lipca 1954[1])
- Medal 10-lecia Polski Ludowej (30 grudnia 1954)[10]

## Nagrody
- wyróżnienie (zespołowe) Podkomitetu Literatury i Sztuki Nagrody Państwowej Sekcja Architektury i Urbanistyki za współudział twórczy przy projekcie i realizacji założeń urbanistycznych Górnośląskiego Okręgu Przemysłowego (1955)[11]
- Nagroda Państwowa I stopnia za opracowanie "teorii progów" i jej wdrożenie w analizach możliwości rozwoju przestrzennego miast i ich zespołów (1966)[2][5]
- Nagroda zespołowa II stopnia Ministra Gospodarki Terenowej i Ochrony Środowiska za studium zagospodarowania przestrzennego krakowskiego zespołu miejskiego (1974)[2]